# Stephen Watts Kearny
Stephen Watts Kearny (ˈkɑrni; il cognome appare anche come Kearney in alcune fonti storiche) (Newark, 30 agosto 1794 – Saint Louis, 31 ottobre 1848) è stato un generale statunitense ed uno dei primi ufficiali di frontiera prebellici dello United States Army.
Viene ricordato per l'importante contributo dato nella guerra messico-statunitense scoppiata durante la presidenza di James Knox Polk, soprattutto riguardo alla conquista della California. Il codice Kearny, emanato il 22 settembre 1846 a Santa Fe e che definisce legge e governo del neonato territorio del Nuovo Messico, prende da lui il nome.

## Biografia

### Gioventù
Kearny nacque a Newark in New Jersey, figlio di Philip Kearny e Susanna Watts. I nonni materni erano i ricchi mercanti Robert Watts di New York e Mary Alexander, figlia del maggior generale "Lord Stirling" William Alexander e Sarah "Lady Stirling" Livingston famosa durante la guerra d'indipendenza americana. Stephen Watts Kearny frequentò la scuola pubblica. Dopo le superiori frequentò la Columbia University a New York per due anni. Si arruolò nella milizia di New York poco dopo aver lasciato la scuola nel 1812, segnando il resto della propria vita.

### Matrimonio e famiglia
Alla fine degli anni 1820 iniziò la sua carriera, Kearny incontrò e sposò Mary Radford, figliastra di William Clark della spedizione di Lewis e Clark. La coppia ebbe undici figli, di cui 6 morirono in gioventù.

### Carriera
Kearny fu sottotenente durante la guerra anglo-americana, ed alla fine della guerra scelse di rimanere nello United States Army. Fu assegnato alla frontiera occidentale sotto il comando del generale Henry Atkinson. Nel 1819 fu membro della spedizione che esplorò il fiume Yellowstone negli odierni Montana e Wyoming. La spedizione del 1819 giunse solo fino all'attuale Nebraska, dove fondò il Cantonment Missouri, in seguito rinominato in Fort Atkinson. Kearny fece anche parte della spedizione che nel 1825 raggiunse la foce del fiume Yellowstone. Nei suoi viaggi tenne diari particolareggiati, in cui descrisse anche le interazioni con i nativi americani.
Nel 1826 Kearny fu nominato comandante del neonato Jefferson Barracks in Missouri a sud di Saint Louis. Mentre si trovava qui su spesso invitato nella vicina città, centro politico ed economico della regione a causa del commercio di pelli. Grazie a Meriwether Lewis Clark Senior fu invitato come ospite di William Clark della spedizione di Lewis e Clark.
Nel 1833 divenne tenente colonnello (2° in comando) del neonato 1º reggimento dragoni. La cavalleria statunitense si espanse ben oltre questo reggimento, che fu poi rinominato 1º reggimento cavalleria nel 1861, facendo guadagnare a Kearny il soprannome di "padre della cavalleria statunitense". Il reggimento si trovava a Fort Leavenworth nell'attuale Kansas, e Kearny fu promosso al grado di colonnello al comando del reggimento nel 1836. Fu anche comandante del terzo dipartimento militare dell'esercito, incaricato di proteggere la frontiera e preservare la pace tra le tribù di nativi americani delle Grandi Pianure.
All'inizio degli anni 1840, quando gli emigranti iniziarono a percorrere la pista dell'Oregon, Kearny ordinò spesso ai suoi uomini di scortare i viaggiatori lungo le pianure per evitare attacchi dei nativi americani. La pratica dello scortare militarmente i viaggiatori sarebbe diventata una politica ufficiale governativa nei decenni successivi. Per proteggere i viaggiatori Kearny creò una stazione di posta lungo il Table Creek nei pressi dell'odierna Nebraska City. L'avamposto fu chiamato Fort Kearny. La sua posizione non era però ottimale, e fu in seguito spostato sul fiume Platte in Nebraska centrale.

### Guerra messico-statunitense

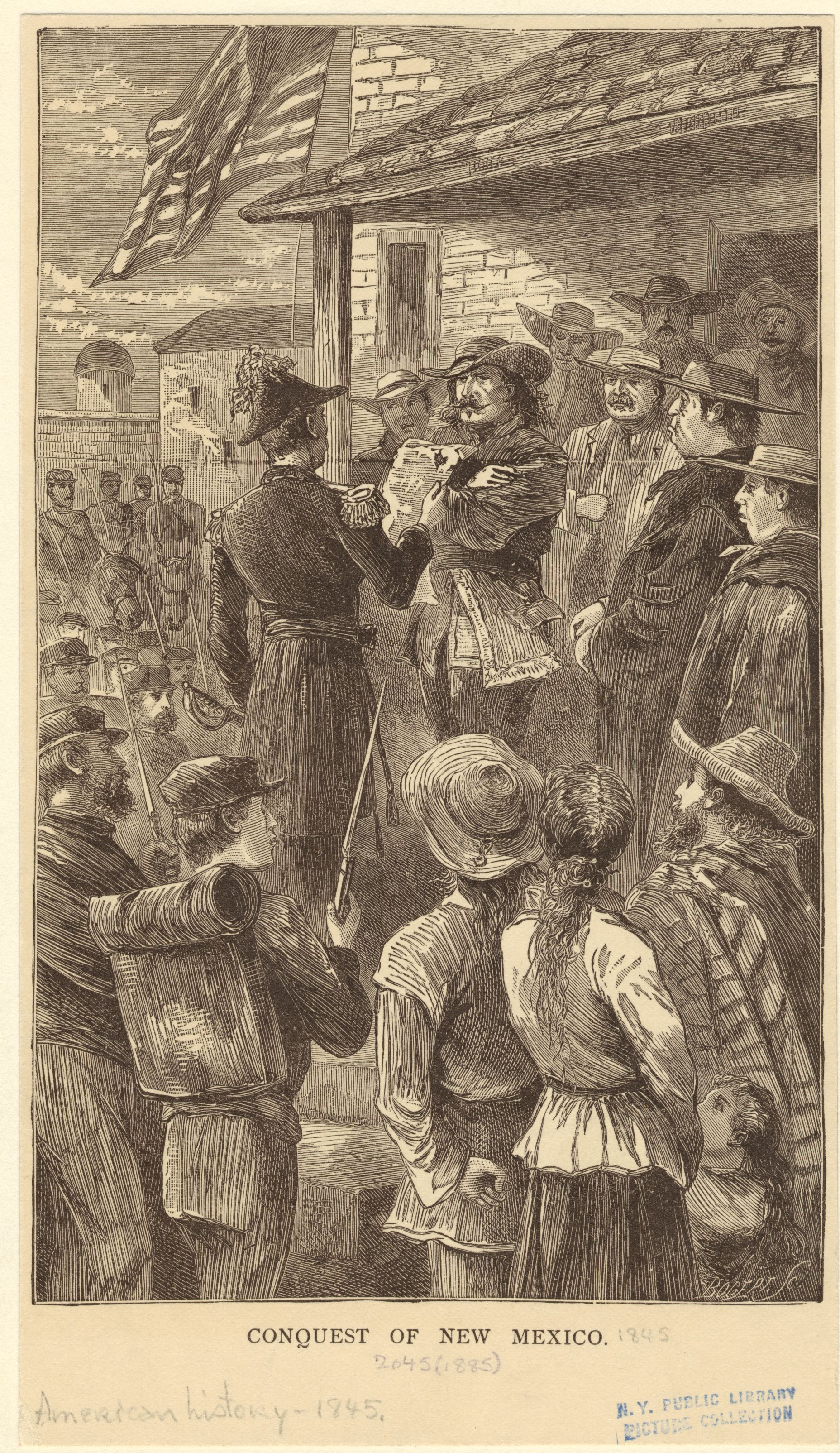
Il generale Kearny proclama il Nuovo Messico parte degli Stati Uniti d'America, il 15 agosto 1846, nella Plaza di Las Vegas (Nuovo Messico)

All'inizio della guerra messico-statunitense Kearny fu promosso a generale di brigata il 30 giugno 1846, e portò circa 2500 uomini a Santa Fe (Nuovo Messico). Il suo esercito dell'ovest (1846) era composto da 1600 uomini del 1º e 2º reggimento volontario di Fort Leavenworth, dal reggimento di cavalleria del Missouri comandato da Alexander Doniphan, da un battaglione di artiglieria di fanteria, da 300 dragoni del 1° di Kearny (cavalleria leggera) e da circa 500 membri del battaglione mormone. Le forze messicane in Nuovo Messico si ritirarono in Messico senza combattere mentre gli uomini di Kearny conquistavano facilmente il Nuovo Messico.
Kearny fondò un governo misto militare e civile, nominando Charles Bent, famoso commerciante della Santa Fe Trail che viveva a Taos, come governatore civile. Divise le proprie forze in quattro comandi. Il primo col colonnello Sterling Price, nominato governatore militare, si sarebbe occupato dell'ordine pubblico in Nuovo Messico con circa 800 uomini. Il secondo gruppo col colonnello Alexander William Doniphan e poco più di 800 uomini avrebbe dovuto conquistare El Paso nello Stato di Chihuahua in Messico prima di riunirsi al generale John Ellis Wool. Il terzo gruppo di circa 300 dragoni a cavallo di muli sarebbero stati guidati da lui stesso in California lungo il fiume Gila. Il battaglione mormone, in marcia col tenente colonnello Philip Saint George Cooke, era sulle orme di Kearny con carri per tracciare una nuova rotta meridionale fino alla California.

#### California
Kearny partì per la California il 25 settembre 1846 con 300 uomini. Nel tragitto incontrò Kit Carson, un ricognitore del battaglione della California di John Charles Frémont, il quale stava portando a Washington messaggi riguardanti lo Stato dei conflitti in California. Kearny scoprì che la California era, al tempo delle ultime informazioni di Carson, sotto controllo americano della marina e delle giacche blu del commodoro Robert Field Stockton dello squadrone del Pacifico della United States Navy e del battaglione della California di Frémont. Kearny chiese a Carson di accompagnarlo in California mentre avrebbe fatto recapitare i messaggi di Carson con un corriere diverso. Kearny inviò 200 dragoni a Santa Fe credendo che la California fosse sicura. Dopo aver viaggiato quasi 3000 km i suoi stanchi 100 dragoni e molti degli animali da soma logori furono sostituiti da muli non addestrati acquistati da un allevatore diretto da Santa Fe alla California. Nel viaggio attraverso il deserto del Colorado in direzione di San Diego Kearny incontrò il maggiore della marina Archibald H. Gillespie e circa 30 uomini con notizie di una rivolta Californio in corso a Los Angeles.
In un piovoso 6 dicembre 1846 gli uomini di Kearny incontrarono Andrés Pico (fratello del governatore Californio Pío Pico) e circa 150 lancieri Californio. Con molti dei suoi uomini a cavallo di muli stanchi e non addestrati, il suo gruppo eseguì un attacco non coordinato agli uomini di Pico. Molta polvere da sparo e le pistole erano bagnate, e i fucili non avrebbero sparato. Scoprirono subito che i muli e le spade erano di scarso aiuto per difendersi dai lancieri Californio con cavalli ben addestrati. La colonna di Kearny, assieme ai pochi uomini della marina e della milizia, patirono una sconfitta. Circa 18 degli uomini di Kearny furono uccisi. Ritiratisi su una collina per far asciugare la polvere da sparo e curare i feriti, furono circondati dagli uomini di Andre Pico. Kearny fu ferito leggermente in questo scontro, la battaglia di San Pasqual. Kit Carson superò gli uomini di Pico e fece ritorno a San Diego. Il commodoro Stockton inviò uomini della United States Marine Corps e della United States Navy per salvare la colonna di Kearny, cosa che avvenne con poco sforzo. Nel gennaio 1847 un gruppo di 600 uomini composto da dragoni di Kearny, marinai di Stockton e due compagnie del battaglione della California di Frémont vinsero a San Gabriel e a La Mesa e ripresero il controllo di Los Angeles il 10 gennaio 1847. I Californio della California capitolarono il 13 gennaio al tenente colonnello John C. Frémont. Quello stesso giorno il trattato di Cahuenga pose fine alla guerra messico-statunitense in Alta California. Kearny e Stockton decisero di accettare i termini liberali offerti da Frémont per terminare le ostilità, nonostante Andre Pico avesse già rotto la precedente promessa di non combattere più gli Stati Uniti d'America.
Essendo l'ufficiale più anziano, Kearny reclamò il comando della California alla fine della guerra, nonostante la California fosse stata in realtà soggiogata dal commodoro Stockton. Questo diede il via alla sfortunata rivalità con Stockton, il cui grado era equivalente a quello odierno di retroammiraglio. Stockton e Kearny avevano lo stesso grado (una stella) e sfortunatamente il dipartimento della Guerra non aveva stilato un protocollo per decidere chi avrebbe dovuto essere al comando. Stockton prese il trattato di resa e nominò Frémont governatore militare della California.
Nel luglio 1846 al colonnello Jonathan Drake Stevenson di New York fu chiesto di reclutare un reggimento di volontari da 10 compagnie di 77 uomini l'una ed andare in California con l'idea di restarvi. Furono chiamati 1º reggimento di volontari di New, e combatterono la campagna di California e la campagna della costa del Pacifico. Nell'agosto e settembre 1846 il reggimento si addestrò e si preparò al viaggio verso la California. Furono noleggiate tre navi mercantili, Thomas H Perkins, Loo Choo e Susan Drew, oltre alla sloop USS Preble. Il 26 settembre le quattro navi partirono da New York dirette verso la California. Cinquanta uomini che erano stati lasciati indietro per vari motivi salparono il 13 novembre 1846 sulla piccola USS Brutus. La Susan Drew e la Loo Choo raggiunsero Valparaíso, in Cile, il 20 gennaio 1847 e, dopo aver caricato provviste fresche, acqua e legno ripartirono il 23 gennaio. La Perkins non si fermò fino a San Francisco, entrndo nel porto il 6 marzo 1847. La Susan Drew giunse il 20 marzo mentre la Loo Choo il 16 marzo, 183 giorni dopo la partenza da New York. La Brutus infine giunse il 17 aprile.
Dopo le diserzioni e le morti occorse durante il viaggio, le quattro navi trasportavano 648 uomini. Le compagnie furono schierate in tutta l'Alta e Bassa California da San Francisco a La Paz, in Messico. Alla fine questi uomini permisero a Kearny di assumere il comando della California essendo il più alto in grado. Le truppe presero il posto dello squadrone del Pacifico, del battaglione della California e del battaglione mormone.
Con tutti questi rinforzi Kearny assunse il comando, nominò un proprio governatore militare ed ordinò a Frémont di ritirarsi ed accompagnarlo a Fort Leavenworth, in Kansas. Durante il viaggio di Kearny e Frémont verso est lungo la California Trail, accompagnati da alcuni membri del battaglione mormone che erano stati arruolati di nuovo, trovarono e seppellirono alcuni dei resti della spedizione Donner morti nel viaggio attraverso la Sierra Nevada. Giunti a Fort Leavenworth Frémont fu confinato nelle baracche e fu presentato davanti alla corte marziale per insubordinazione e per aver volontariamente disobbedito ad un ordine. La corte marziale lo condannò e ne ordinò un congedo con disonore, ma il presidente James Knox Polk commutò la sentenza restituendogli la sua carriera. Frémont diede le dimissioni disgustato e si trasferì in California. Nel 1847 Frémont acquistò il Rancho Las Mariposas, un grande terreno ai piedi della Sierra Nevada nei pressi dello Yosemite, che si dimostrò poi ricca di oro. Frémont fu in seguito eletto come senatore dalla California, e fu il primo candidato presidenziale del neonato Partito Repubblicano nel 1856.

### Governatorato e vecchiaia
Kearny rimase governatore militare della California fino ad agosto, quando si trasferì a Washington e fu accolto come un eroe. Fu nominato prima governatore di Veracruz, e poi di Città del Messico. Ricevette anche una promozione brevetto a maggior generale nel settembre 1848, nonostante la decisa opposizione del cognato di Frémont, il senatore Thomas Hart Benton.
Dopo aver contratto la febbre gialla a Veracruz, Kearny tornò a Saint Louis. Vi morì ad ottobre (1848) all'età di 54 anni. Fu sepolto nel Cimitero di Bellefontaine, oggi National Historic Landmark, a Saint Louis, Missouri.

## Retaggio
Kearny è il nome di Kearny (Arizona) e Kearney (Nebraska). Molte scuole prendono il nome da Kearny, compresa la scuola elementare Kearny di Santa Fe (Nuovo Messico) e la Kearny High School di San Diego nel quartiere di Kearny Mesa. Kearny Street a San Francisco prende il nome da lui, così come una strada di Fort Leavenworth in Kansas. Camp Kearny a San Diego, una base militare operativa dal 1917 al 1946 dove oggi sorge il Marine Corps Air Station Miramar, è dedicata a lui. Anche Fort Kearny in Nebraska porta il suo nome.
Il nipote fu il maggior generale Philip Kearny, famoso nel corso della guerra di secessione americana.
Due francobolli statunitensi sono dedicati a Kearny. Il catalogo Scott numero 970, stampato nel 1948, commemora Fort Kearny, ed il numero 944, emesso nel 1946, la conquista di Santa Fe. L'accuratezza di quest'ultima raffigurazione è stata messa in discussione.